# Torsken
Gmina Torsken (norw. Torsken kommune) – dawna norweska gmina, leżąca w regionie Troms. Jej siedzibą było miasto Gryllefjord. Była 309. norweską gminą pod względem powierzchni.
Gmina Torsken powstała poprzez wydzielenie części obszaru gminy Berg w 1902 roku. W 2017 roku zadecydowano o połączeniu gmin Berg, Torsken, Lenvik i Tranøy w nową gminę Senja. Zmiana weszła w życie 1 stycznia 2020.

## Demografia
Według danych z roku 2005 gminę zamieszkuje 1033 osób. Gęstość zaludnienia wynosi 4,2 os./km². Pod względem zaludnienia Torsken zajmuje 404. miejsce wśród norweskich gmin.
| ludność stan na 1 stycznia 2005 |         |           |       |
|                                 | kobiety | mężczyźni | razem |
| osób                            | 505     | 528       | 1033  |
| %                               | 48,89%  | 51,11%    | 100%  |

| wykształcenie stan na 1 października 2004 |        |         |        |        |
|                                           | podst. | średnie | wyższe | niezn. |
| osób                                      | 347    | 428     | 71     | 24     |
| %                                         | 39,89% | 49,2%   | 8,16%  | 2,76%  |

## Edukacja
Według danych z 1 października 2004:
- liczba szkół podstawowych (norw. grunnskolar): 3
- liczba uczniów szkół podst.: 121

## Władze gminy
Według danych na rok 2011 administratorem gminy (norw. rådmann) była Lena Hansson, natomiast burmistrzem (norw. ordfører, d. borgermester) był Fred Ove Flakstad.